# Daniel Persson (friidrottare)
Lennart Daniel Persson, född 6 september 1982 i Bunkeflo församling i Malmö, är en svensk friidrottare. Persson är en accelerationssnabb sprinter vars favoritdistans är 60 meter. Han tävlar för Malmö AI från Malmö. Hans personliga rekord på 100 meter lyder 10,36 sekunder, vilket 2005 gjorde honom till Sveriges då tolfte snabbaste 100-meterslöpare genom tiderna. Hans 6,65 på 60 meter ger honom fortfarande (2016) en delad åttondeplats på sverigetopplistan genom tiderna.
Vid EM inomhus 2005 i Madrid slogs han ut i försöken på 60 meter med tiden 6,88.
Vid Inomhus-VM 2006 i Moskva deltog han på 60 meter men slogs ut försöken på tiden 6,75. Utomhus samma år deltog han vid EM i Göteborg där han tävlade på 100 meter samt i stafett 4x100 meter. I den individuella grenen slogs han ut med knapp marginal i försöken. Stafettlaget, som förutom Persson omfattade Johan Engberg, Christofer Sandin och Stefan Tärnhuvud, slogs även det ut i försöken.

## Personliga rekord
| Utomhus - 100 meter: 10,36 (Hässleholm 31 juli 2005) - 200 meter: 21,85 (Borlänge 15 augusti 2004) | Inomhus - 60 meter: 6,65 (Malmö 22 januari 2005) |

### Fotnoter
1. ↑  Wiger 2006, s. 36.
2. ↑  ”Stora SM 2006, dag 1”. turebergfriidrott.se. http://turebergfriidrott.se/statistik/SM2006/2006_resfred.htm. Läst 19 april 2013.
3. ↑  ”Stora SM 2009”. archive.org. Arkiverad från originalet den 13 december 2009. https://web.archive.org/web/20091213202749/http://88.131.109.176/folksam/sm09/resultat.php. Läst 23 april 2013.
4. 1 2 3 4 5 6  Wiger 2006, s. 154.
5. ↑  ”Stafett-SM 2006”. idrottonline.se. Arkiverad från originalet den 10 juni 2015. https://web.archive.org/web/20150610132850/http://www2.idrottonline.se/ImageVaultFiles/id_35895/cf_359/2006StafettSM.pdf. Läst 19 april 2013.
6. ↑  ”Stafett-SM 2008”. Arkiverad från originalet den 9 juni 2009. https://web.archive.org/web/20090609064617/http://www.stafett-sm.se/resultat. Läst 25 mars 2015.
7. ↑  ”Stafett-SM 2009”. ifgota.se. Arkiverad från originalet den 4 mars 2016. https://web.archive.org/web/20160304103354/http://www.ifgota.se/result/Uploaded/stafettsm09.html. Läst 29 maj 2013.
8. ↑  ”Stafett-SM 2010”. ranas4h.nu. Arkiverad från originalet den 8 december 2015. https://web.archive.org/web/20151208144853/http://www.ranas4h.nu/resultat/2010/stafett-sm.html. Läst 29 maj 2013.
9. ↑  ”Stora inne-SM 2004, resultat” (htm). idrottonline.se. Arkiverad från originalet den 23 november 2015. https://web.archive.org/web/20151123030953/http://iof2.idrottonline.se/ImageVaultFiles/id_16756/cf_78/040222ism.HTM. Läst 21 april 2015.
10. ↑  ”Stora inne-SM 2005, resultat” (pdf). mai.se. Arkiverad från originalet den 21 februari 2006. https://web.archive.org/web/20060221095925/http://www.mai.se/resultat/resultatlista-ism.2005.pdf. Läst 12 april 2015.
11. ↑  ”Stora inne-SM 2006 herrar, resultat” (html). friidrott.stockholm.se. http://www.friidrott.stockholm.se/ism2006/resultat/f_man_resultat.html. Läst 6 april 2015.
12. ↑  ”Stora inne-SM 2008, resultat” (pdf). mai.se. Arkiverad från originalet den 14 april 2015. https://web.archive.org/web/20150414002300/http://www.mai.se/resultat/resultat_inne-sm_2008.pdf. Läst 11 april 2015.
13. 1 2 3  ”Personsida på IAAF:s webbplats”. iaaf.org. http://www.iaaf.org/athletes/sweden/daniel-persson-185471. Läst 6 juni 2016.
14. 1 2 3 4  ”Personsida på AllAthletics”. all-athletics.com. Arkiverad från originalet den 6 augusti 2016. https://web.archive.org/web/20160806122043/http://www.all-athletics.com/en-us/athlete/74384. Läst 6 juni 2016.
15. ↑  Sveriges befolkning 2000, Version 1.03, Sveriges Släktforskarförbund: Persson, Lennart Daniel
16. ↑  ”Top-10 män utomhus”. friidrott.se. Arkiverad från originalet den 24 juni 2017. https://web.archive.org/web/20170624205920/http://www.friidrott.se/rs/statistik/alltime/manute.aspx. Läst 5 maj 2013.
17. ↑  ”Top-10 män inomhus”. friidrott.se. Arkiverad från originalet den 28 maj 2013. https://web.archive.org/web/20130528202546/http://www.friidrott.se/rs/statistik/alltime/maninne.aspx. Läst 5 maj 2013.
18. ↑  ”European Athletics Indoor Championships - Madrid 2005” (på engelska). european-athletics.org. Arkiverad från originalet den 27 augusti 2017. https://web.archive.org/web/20170827215326/http://www.european-athletics.org/competitions/european-athletics-indoor-championships/history/year=2005/results/index.html. Läst 27 augusti 2017.
19. ↑  ”60 Metres Men - 11th IAAF World Indoor Championships Moskva (Olimpiyskiy Stadion), Russia 10 Mar 2006 - 12 Mar 2006” (på engelska). iaaf.org. https://www.iaaf.org/results/iaaf-world-indoor-championships/2006/11th-iaaf-world-indoor-championships-3483/men/60-metres/heats/result. Läst 23 januari 2017.
20. ↑  ”European Athletics Championships - Göteborg 2006” (på engelska). european-athletics.org. http://www.european-athletics.org/competitions/european-athletics-championships/history/year=2006/results/index.html. Läst 18 april 2017.
21. 1 2  ”Personsida på European Athletics' webbplats”. european-athletics.org. http://www.european-athletics.org/athletes/group=p/athlete=144595-persson-daniel/index.html. Läst 7 juni 2016.